# Antlers (pel·lícula de 2021)
Antlers és una pel·lícula de terror sobrenatural del 2021 dirigida i coescrita per Scott Cooper, i protagonitzada per Keri Russell, Jesse Plemons, Jeremy T. Thomas, Graham Greene, Scott Haze, Rory Cochrane i Amy Madigan. El guió va ser una adaptació del conte de Nick Antosca "The Quiet Boy". La pel·lícula segueix un professor d'escola que sospita que un dels seus alumnes pateix problemes personals a la seva vida familiar, sense saber que alberga un dimoni malvat a casa seva.
El projecte es va anunciar el juliol de 2018 amb Cooper adjunt a la direcció i el repartiment s'uneix el mes següent. El rodatge va tenir lloc a Columbia Britànica a l'octubre i novembre de 2018.
Antlers es va estrenar al Beyond Fest l'11 d'octubre de 2021 i es va estrenar als Estats Units el 29 d'octubre de 2021 per Searchlight Pictures, després d'haver-se endarrerit dues vegades des de l'estrena de l'abril de 2020. data a causa de la pandèmia de COVID-19. La pel·lícula va rebre ressenyes diverses de la crítica, que van elogiar la fotografia, l'actuació i els elements de terror, però van criticar el guió.

## Argument
A la petita ciutat de Cispus Falls al centre d'Oregon, Frank Weaver dirigeix un laboratori de metamfetamina des d'una mina inactiva. Mentre el seu fill Aiden, de set anys, espera fora al seu camió, Frank i un còmplice són atacats per una criatura invisible.
Tres setmanes més tard, Lucas Weaver, de dotze anys, el fill gran d'en Frank i germà gran d'Aiden, passa el seu temps vagant per la ciutat, recollint animals morts a la carretera i matant animals petits abans de portar-los a casa. La professora de Lucas, Julia Meadows, està alarmada pel seu comportament estrany i els seus dibuixos aterridors, i intenta establir un vincle amb el noi amb problemes. Comença a sospitar que Lucas està sent maltractat i es decideix a ajudar-lo, estimulada per la seva pròpia experiència d'abús infantil a mans del seu pare alcohòlic malalt mental. Des del recent suïcidi del seu pare, va tornar a Cispus Falls per estar amb el seu germà Paul, que és el xèrif local, i a qui se sent culpable d'haver abandonat quan era més jove. La Júlia visita la casa d'en Lucas i escolta sons estranys.
Un flashback mostra que Frank va sobreviure a l'atac i va instal·lar una habitació tancada a l'àtic després de tornar a casa amb Aiden, que també va ser atacat, exigint que en Lucas els mantingués tancats a l'interior sense importar el que passi. Lucas està alimentant el seu pare i germà malaltís i ara voraçment salvatge amb les carcasses d'animals que recupera.
La meitat de les restes del còmplice de Frank es troben al bosc per l'antic xèrif Warren Stokes. Paul i Warren descobreixen més tard l'altra part del còmplice de Frank a la mina juntament amb una part d'una banya. Mentrestant, Julia pressiona la directora de l'escola Ellen perquè li visiti Frank, l'Ellen descobreix l'habitació on estan tancats Frank i Aiden, que ella desbloqueja i entra. Frank mata a l'Ellen abans que les banyes li surtin del cos. Frank, ara transformat en una criatura salvatge amb banyes, mata el pinxo de l'escola Clint Owens de Lucas quan Lucas és assetjat pel noi.
L'Ellen està desapareguda i la Julia visita la casa dels Weaver, on troba el cotxe de l'Ellen. La policia arriba i descobreix el cos de l'Ellen juntament amb el de Frank, que ara és una closca carbonitzada. Aiden no es troba enlloc. Quan Lucas torna a casa, el porten a l'hospital, on la Júlia i el Paul se'ls diu que està greument desnodrit, deshidratat i que mostra signes físics d'haver estat maltractat durant algun temps. La Júlia decideix deixar que Lucas es quedi amb ella.
L'endemà, mentre Lucas es recupera a l'hospital, la Júlia i el Paul fan una visita a Warren i li mostren els dibuixos d'en Lucas. Warren identifica la figura com el wendigo, un dimoni llegendari algonquí que apareix com un monstre voraç i caníbal semblant a un cérvol que passa de persona a persona. Només es pot matar quan està més feble: mentre s'està alimentant i per apagar el seu cor que batega. El cos de Clint es descobreix aquella nit. Lucas és donat d'alta i s'assabenta que Frank ha mort. Li diu a la Júlia que el Frank ve a buscar-lo per portar-lo a la mina per estar amb Aiden.
Frank transformat utilitza Aiden per atraure el xèrif adjunt de Paul, Dan, i matar-lo. La Júlia i el Lucas s'amaguen mentre Paul està greument ferit. Lucas escapa a la mina i la Júlia i el Paul el segueixen, armats amb una pistola. A l'interior, Julia descobreix a Lucas i Aiden, i veu que Frank s'ha convertit en un dimoni, que actualment es delecta amb un ós negre. Després d'una baralla, mata el Frank posseït pel wendigo amb l'ajuda d'en Lucas. L'esperit wendigo passa a Aiden i la Júlia apunyala Aiden fins a la mort, aparentment posant fi a la maledicció.
Algun temps després, en Paul i la Júlia parlen de mantenir Lucas amb ells durant un temps malgrat les preocupacions que ell també sigui posseït. Quan la Júlia i el Lucas se'n van, en Paul comença a tossir una bilis negra, com va fer en Frank quan va ser posseït per primera vegada pel dimoni.

## Repartiment
- Keri Russell com a Julia Meadows
- Jesse Plemons com a Paul Meadows
- Jeremy T. Thomas com a Lucas Weaver
- Graham Greene com a Warren Stokes
- Scott Haze com a Frank Weaver
- Rory Cochrane com a Daniel LeCroy
- Amy Madigan com a Ellen Booth

A més, Sawyer Jones interpreta Aiden Weaver i Dorian Kingi interpreta el wendigo.

## Producció
El juliol de 2018, es va anunciar que Guillermo del Toro produiria Antlers. El guió va ser una adaptació del conte de Nick Antosca "The Quiet Boy", que no es va publicar fins al gener de 2019, a la revista Guernica.
L'anunci inicial incloïa Scott Cooper com a director, amb Keri Russell en negociacions per protagonitzar-la, i el rodatge començarà a Vancouver, Colúmbia Britànica, al quart trimestre. de 2018. L'agost de 2018, Jesse Plemons es va unir al repartiment. A l'octubre de 2018, Jeremy T. Thomas, Graham Greene, Amy Madigan, Scott Haze i Rory Cochrane  es va unir al repartiment.
L'agost de 2018, es va confirmar que la fotografia principal començaria l'1 d'octubre de 2018 i finalitzaria el 30 de novembre de 2018. Les escenes exteriors es van filmar el novembre de 2018 a la ciutat de Hope, 100 km a l'interior de la regió de Greater Vancouver, substituint la ciutat d'Oregon de la pel·lícula amb altres escenes filmades a Port Moody del Greater Vancouver, Langley, Squamish i Llac Alouette.

## Estrena
La coproducció Canadà-EUA-Mèxic es va estrenar al Beyond Fest de Los Angeles l'11 d'octubre de 2021. Es va estrenar als Estats Units el 29 d'octubre de 2021.
La pel·lícula estava programada originalment per estrenar-se el 17 d'abril de 2020, però es va eliminar del calendari de llançament a causa de la pandèmia de COVID-19. Es va reprogramar al 19 de febrer de 2021, abans de tornar-se a eliminar del calendari de llançaments.
Antlers es va publicar a descàrrega digital el 21 de desembre de 2021. Va ser seguit per un llançament de Blu-ray i DVD el 4 de gener de 2022 per Walt Disney Studios Home Entertainment.

## Recepció

### Taquilla
Antlers va recaptar 10,6 milions de dòlars als Estats Units i el Canadà, i 8,2 milions de dòlars a altres territoris, per un total mundial de 18,9 milions de dòlars.
Als Estats Units i el Canadà, Antlers es va estrenar a 2.800 cinemes per al seu cap de setmana d'obertura, juntament amb l'estrena àmplia de L'última nit al Soho i una àmplia expansió de The French Dispatch. Va debutar amb un total nacional de cap de setmana de 4,3 milions de dòlars, i va quedar sisè a la taquilla. En el seu segon cap de setmana, la pel·lícula va baixar un 54% a 2 milions de dòlars; es va mantenir entre les deu primeres durant les tres primeres setmanes.

### Resposta crítica
Al lloc web de l'agregador de ressenyes Rotten Tomatoes, el 60% de les crítiques de 178 crítiques són positives, amb una valoració mitjana de 6/10. El consens dels crítics del lloc web diu: "Lluita per trobar un equilibri exitós entre el seu gènere i els elements al·legòrics, però Antlers és prou aguda com per recomanar-lo com una pel·lícula de criatures ricament atmosfèrica." A Metacritic, la pel·lícula té una ponderació puntuació mitjana de 57 sobre 100 basada en 33 ressenyes crítiques, que indica "crítiques mixtes o mitjanes".
Todd Gilchrist de TheWrap va donar a la pel·lícula una crítica majoritàriament positiva, anomenant-la "una entrada maca, meticulosa, però massa seriosa en un subgènere de terror explorat amb massa poca freqüència; Guillermo del Toro va tenir raó en triar Cooper, però el que necessita la pel·lícula és més la pròpia exuberància de Del Toro per donar-li vida realment." Linda Marric de The Jewish Chronicle va donar a la pel·lícula una puntuació de 3/5 estrelles, escrivint: "Antlers és fosca en to i estèticament sorprenent de veure, Cooper fa un treball fantàstic per crear una atmosfera fosca i inquietant adequada per a la narrativa de terror del cos decididament fosca de la pel·lícula, però va afegir que "finalment es recolza una mica massa en al·legories òbvies sobre l'addicció a les drogues. maltractament infantil, perdent totes les coses sobre les quals s'havia construït en el procés". Jake Wilson de The Age va donar a la pel·lícula 3/5 estrelles, descrivint-la com a "fosca però interessant" i escrivint que "és molt menys ximple que t'esperaries d'una pel·lícula de terror anomenada Antlers, sens dubte menys tonta del que hauria estat si el seu productor Guillermo del Toro l'hagués dirigit ell mateix". John DeFore de The Hollywood Reporter va escriure que la pel·lícula era "tot un èxit tant com a terror d'art i assaig i com una al·legoria del trauma generacional" i va elogiar l'actuació de Jeremy T. Thomas. Brian Lowry de CNN va escriure: "L'efecte xarxa no és necessàriament dolent assumint que les expectatives són modestes i hi ha alguna cosa a dir per a un enfocament més discret i a petita escala del terror que no confongui el recompte de cos amb els ensurts."
Eric Eisenberg de CinemaBlend va donar a la pel·lícula una qualificació de 2,5/5 estrelles, dient en una crítica mixta: "Tenint en compte la seva promesa i tot el que fa bé, Antlers acaba sent una experiència frustrant." Meagan Navarro, escrivint per a Bloody Disgusting, també va donar a la pel·lícula 2,5/5 estrelles i va dir que Cooper també s'ho pren. seriosament, posant el trauma emocional al capdavant i guardant el terror per al final. Va titllar la pel·lícula de "monòleg". Kevin Maher de The Times va donar a la pel·lícula 2/5 estrelles, escrivint: "Una excel·lent actuació de Keri Russell es desaprofita amb aquesta pel·lícula de terror amb cara poètica però inherentment ximple sobre un monstre de cérvol humanoide assassí mutant." Benjamin Lee de The Guardian també va donar a la pel·lícula 2/5 estrelles, escrivint: "Probablement hi ha una pel·lícula de criatura semidecent aquí i potser, amb una gran quantitat de redacció, un drama humà semidecent, però tal com està, falla en tots dos, una pel·lícula satisfactòria i coherent enterrada sota una gran quantitat de tripes d'animals." Clarisse Loughrey de The Independent va donar a la pel·lícula 2/5 estrelles, escrivint: "Aquí hi ha actuacions mesurades tant de Russell com de Plemons, dos actors d'un talent indefectible, i una gran quantitat d'efectes pràctics ben dissenyats... Però tots els enganys del món no poden amagar com de poc autèntic se sent Antlers en el fons." Barry Hertz de The Globe and Mail va escriure: "Antlers és una pel·lícula bruta... Però la qualitat eeeeeghghgh de la pel·lícula no es limita a les seves vísceres a pantalla: la brutícia d'Antler s'estén al seu guió col·lecció de temes utilitzats en excés però poc desenvolupats, i un estil visual que tos i gorgoteja el fetitxisme de la pornografia de pobresa." Anna Bogutskaya va dir a BBC Radio 5 Live: "És realment flagrant, crec, com només treu les mitologies de les Primeres Nacions, com la mitologia del Wendigo, i l'únic actor de les Primeres Nacions que van surt a la pel·lícula, Graham Greene, bàsicament només ofereix un munt d'exposicions esgarrifoses i després desapareix."